# Narzeczona i godzina policyjna
Narzeczona i godzina policyjna (tyt.oryg. Nusja dhe shtetrrethimi) – albański film fabularny z roku 1978 w reżyserii Kristaqa Mitro i Ibrahima Muçaja, na podstawie opowiadania Eleny Kadare pod tym samym tytułem.

## Opis fabuły
Akcja filmu rozgrywa się w czasie okupacji niemieckiej, w okresie II wojny światowej. Młoda kobieta, Shpresa dostaje się do domu osób kolaborujących z okupantami pod pozorem sprzedaży makatek. Wpuszczona do domu, morduje jego mieszkańców. Aby uciec z miasta po zamachu w czasie godziny policyjnej zostaje przez swoich współpracowników przebrana w strój panny młodej, co ma odsunąć od niej podejrzenia policji.
Zdjęcia do filmu realizowano w Durrës.

## Obsada
- Rajmonda Bulku jako Shpresa
- Thimi Filipi jako kierowca Jani
- Kastriot Çaushi jako Fatmir
- Gjergji Lala jako Gjergj
- Llazi Sërbo jako kpt Edgar
- Sotiraq Bratko jako Petrit, jeden z partyzantów
- Marta Burda jako matka
- Irakli Lefteri jako sekretarz partii
- Behije Çela
- Antoneta Fishta
- Kolë Kaftalli
- Ardian Laze
- Pavlina Mani
- Zyliha Miloti
- Vitore Nino
- Gaqo Spiru